# Hate Me (EP)
Hate Me – debiutancka EPka rosyjskiego rapera Morgenshterna. Została wydana 18 lutego 2018 roku, przez Yoola Music i została wyprodukowana przez samego Morgenshterna. Wraz z wydaniem projektu odbyła się trasa koncertowa „RIP Morgenshtern Tour”.

## Odbiór
Aleksey Mazhaev; krytyk muzyczny, pisząc dla InterMedia, stwierdził, że płyta Hate Me jest dobrze przemyślaną „parodią utworów prawdziwych raperów z całą ich brawurą, która już przerodziła się w banał”, zauważając, że Morgenshtern „dobrze ich wyśmiewał [raperów], ale nie wszyscy uważali to za ironiczne znaczenie utworu”. Album znalazł się na 96. miejscu na liście przebojów na rosyjskim Apple Music.  

## Lista utworów
Opracowano na podstawie materiału źródłowego.
1. „Дикий” – 1:22
2. „Insomnia” – 2:28
3. „F**k 'Em All” – 2:23
4. „Hermit” – 2:19
5. „Уфф... Деньги...”  – 3:08
6. „Виски на завтрак” – 3:20

## Pozycje na listach
| Wykres (2018)       | Najwyższa pozycja |
| ------------------- | ----------------- |
| Rosja (Apple Music) | 96                |

| Wykresy (2018)                    | Piosenka     | Najwyższa pozycja |
| --------------------------------- | ------------ | ----------------- |
| Rosja (VKontakte)                 | Hermit       | 25                |
| Rosja (VKontakte)                 | Уфф… Деньги… | 17                |
| Top YouTube Hits w Rosji (TopHit) | Уфф… Деньги… | 2                 |
| Rosja (Zvooq.online)              | Уфф… Деньги… | 1                 |
| Tadżykistan (Apple Music)         | Уфф… Деньги… | 69                |